# Сант'Емилијано (Асти)
Сант'Емилијано је насеље у Италији у округу Асти, региону Пијемонт.
Према процени из 2011. у насељу је живело 70 становника. Насеље се налази на надморској висини од 172 м.